# Стівен Гулд
Стівен Джей Гулд (англ. Stephen Jay Gould; нар. 10 вересня 1941, Нью-Йорк — пом. 20 травня 2002, там само) — відомий американський палеонтолог, біолог-еволюціоніст та історик науки. Один з найвідоміших письменників науково-популярного жанру свого покоління. Більшу частину професійної діяльності Гулд присвятив викладанню в Гарвардському університеті і роботі в Американському музеї природознавства в Нью-Йорку.

## Біографія
Гулд народився і виріс в нью-йоркському районі Квінз. Його батько, Леонард, був судовим стенографістом, а мати, Елеонора, — художницею. Коли Гулду було п'ять років, батько повів його до зали динозаврів в Американському музеї природознавства, де він вперше побачив тиранозавра. «Я не мав уявлення, що таке буває у світі — я був приголомшений» — згадував Гулд. В цей момент Гулд вирішив, що стане палеонтологом.
Вихований у світській єврейській родині, Гулд формально не сповідував якої-небудь релігії і волів називатися агностиком (Jewish agnostic). Його політичні погляди досить сильно відрізнялися від поглядів його батька, який був палким марксистом. Сам Гулд у 1981 році характеризував свої політичні погляди як «лівоцентристські» і при цьому відзначав вплив на нього політичних творів Чарлза Райта Міллса і Ноама Чомскі.
Протягом всієї своєї кар'єри він виступав проти будь-якої дискримінації, а особливо у формі псевдонауки на службі у расизму і сексизму. На початку 1960-х років, ще студентом, брав активну участь у русі за громадянські права і протестував проти дискримінації афроамериканців, за що зазнавав утисків з боку адміністрації. На початку 1970-х років Гулд вступив до академічної організації лівого напряму «Наука для людей» (англ. Science for the People), яка утворилась на ґрунті антивоєнного руху. Біологи-марксисти Річард Левонтін і Річард Левінс через активну громадську діяльність порівнювали Гулда з Дж. Б. С. Голдейном.
Гул був двічі одружений. Його першою дружиною була художниця Дебора Лі, з якою він познайомився під час навчання в Антіох-коледжі. Вони одружились 3 жовтня 1965 року, але пізніше розлучились. Вдруге Гулд одружився у 1995 році на скульпторці Ронді Роланд Ширер. У Гулда було двоє дітей від першого шлюбу: Джессі та Ейтан. Він також виховував двох дітей своєї другої дружини — Джейд і Лондона.
У липні 1982 року Гулду поставили діагноз: перітонеальна мезотеліома — смертельна форма раку, яка вражає епітелій, що вистилає поверхню черевної порожнини. Після важкого лікування, що тривало близько двох років, Гулд опублікував в журналі Discover статтю «Не вірте медіані» (англ. The Median Isn't the Message), в якій описував свою реакцію на звістку про те, що пацієнти, хворі на мезотеліому, в середньому живуть не більше восьми місяців після діагностування. Після цього він пояснює, що насправді стоїть за цим числом, і описує полегшення, яке відчув, коли зрозумів, що середні значення є не більш ніж зручними спрощеннями і не охоплюють всі можливі варіації. Медіана — це точка посередині часової шкали, і вона означає, що 50% пацієнтів не проживуть восьми місяців, проте інші проживуть довше, а можливо набагато довше. Все, що йому залишалось, це з'ясувати, де саме на цій шкалі розташований його власний випадок. Враховуючи, що діагноз йому поставили на досить ранній стадії хвороби, а він був молодий, оптимістично налаштований і мав доступ до новітніх засобів, Гулд дійшов висновку, що у нього хороші шанси опинитися в числі довгожителів. Після експериментального курсу лікування, що включав радіотерапію, хіміотерапію і хірургічну операцію, Гулд повністю одужав, а його стаття стала джерелом надії для багатьох ракових хворих.
Гулд неодноразово висловлювався на підтримку використання марихуани з лікарською метою. Під час своєї хвороби він курив марихуану, щоб позбавитись нудоти, викликаної лікуванням. На його думку, використання марихуани було одним з ключових факторів, що сприяли його одужанню. 1998 року він давав свідчення на судовому процесі Джима Вейкфорда, канадського активіста використання марихуани у медицині.
Стівен Д. Гулд помер 20 травня 2002 року від метастазної аденокарциноми легенів. Згідно з Гарвардською газетою, він помер «у своєму домі, в оточенні близьких — дружини Ронди, матері Елеонори і своїх улюблених книг».

## Наукові дослідження
Гулд розпочав свою вищу освіту в Антіох-коледжі, Огайо, який закінчив у 1963 році, отримавши ступінь з геології. В цей період він також навчався за кордоном, у Лідському університеті у Великій Британії. 1967 року здобув ступінь Ph.D. в Колумбійському університеті під керівництвом Нормана Ньюелла, після чого був прийнятий на роботу до Гарвардського університету, де працював до смерті (1967–2002).
У 1973 році Гулд став професором геології і куратором палеонтології безхребетних в Музеї порівняльної зоології в Гарварді, а у 1983 році почав працювати в Американській асоціації сприяння прогресу науки, президентом якої він був у 1999–2001 роках. Крім цього, обіймав посади президента Палеонтологічного товариства (1985–1986) і Товариства з вивчення еволюції (1990–1991).
У 1989 році був обраний до Національної академії наук США.
На самому початку своєї наукової діяльності, у 1972 році, Гулд розробив разом з Нільсом Елдріджем теорію переривчастої рівноваги, згідно з якою більша частина еволюційних змін відбувається за невеликі проміжки часу у порівнянні із набагато довшими періодами еволюційної стабільності. На думку Гулда, теорія переривчастої рівноваги проливала нове світло на центральні догми теорії еволюції. Думки теоретиків еволюції з цього приводу розділились. Частина з них вважала, що «хоча ця теорія являє безперечний інтерес», вона «лише модифікує теорію неодарвінізму у повній відповідності з тим, що було відомо раніше». Інші підкреслювали її теоретичну новизну, стверджуючи, що «еволюційний стазис був неочікуваним відкриттям для більшості теоретиків еволюції» і що він «справив сильний вплив на сучасну палеонтологію і еволюційну біологію».

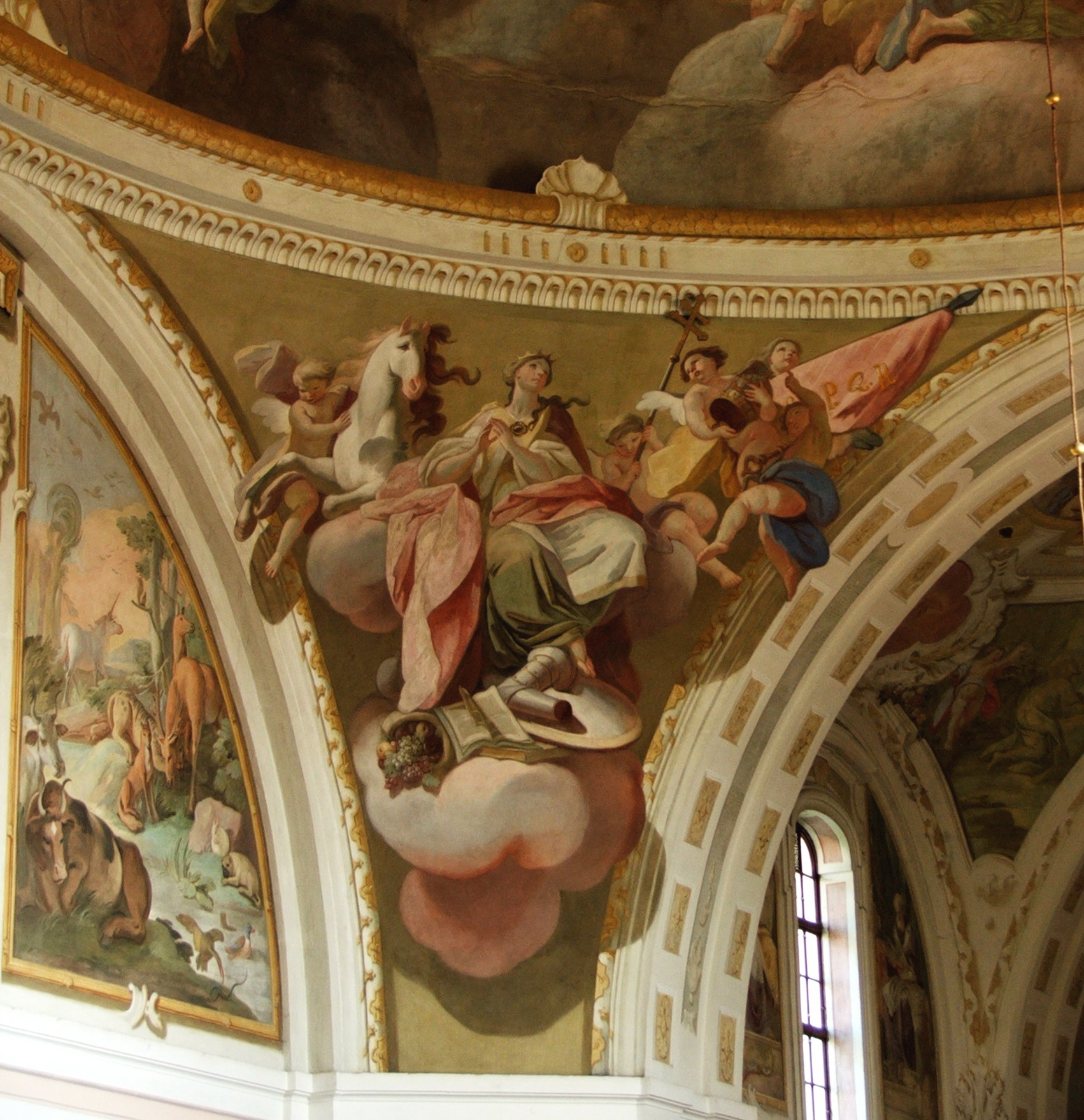
Пазуха склепіння в Церкві Пресвятої Трійці у Фульнеку, Чехія.

Іншим напрямком наукової діяльності Гулда було виявлення біологічних обмежень та інших неселекційних сил, що визначають напрямок еволюції живих істот. 1979 року спільно з Річардом Левонтіним він опублікував статтю «Пазухи склепінь собору Святого Марка і парадигма Панглосса», в якій було введено новий еволюційний термін «пазуха склепінь», запозичений з царини архітектури. Гулд і Левонтін визначили «пазухи склепінь» як такі характеристики організму, які є неминучим побічним ефектом його інших характеристик і які не зазнали самі по собі впливу відбору в ході еволюції. Як приклад можна навести «маскулінізовані геніталії у самиць гієни, плечовий горб гігантського оленя (Megaloceros giganteus) і деякі ключові характеристики людської ментальності». Питання про відносну кількість «пазух склепінь» у порівнянні з адаптивними характеристиками організмів в природі дотепер залишається відкритим.
Свої основні дослідження Гулд проводив на равликах. Темою його перших робіт були сухопутні равлики з Бермудських островів (Poecilozonites), а його наступні роботи концентрувались довкола роду равликів Cerion з Карибських островів. Згідно з Гулдом, «Cerion є надзвичайно розгалуженим родом равликів, що нараховує 600 описаних видів різних форм. Варто зазначити, що в вузькобіологічному сенсі це скоріше підвиди, оскільки вони всі можуть перехресно розмножуватись, але у кожної з цих форм є власна назва, що відбиває реальний феномен неймовірного морфологічного різноманіття. Деякі з них виглядають як м'ячики для гольфу, деякі як олівці … Моя основна тема — це еволюція форми, тому питання, як за такої незначної генетичної різниці досягається таке різноманіття, є для мене надзвичайно цікавим. Вирішивши це окреме питання, ми напевно знайдемо яке-небудь загальне правило еволюції форми».
Гулд є одним з вчених, яких найчастіше цитують в галузі теорії еволюції. Його стаття про «пазухи склепінь», опублікована у 1979 році, цитувалась понад 1600 разів. У «Paleobiology», основному журналі його власної спеціалізації, тільки Чарлз Дарвін і Джордж Сімпсон цитувались частіше. Крім того, Гулд був визнаним істориком науки. Історик Рональд Намберс стверджував, що хоча він не має змоги оцінити внесок Гулда як ученого, він довгий час вважав його другим найвпливовішим істориком науки після Томаса Куна.
Незадовго до своєї смерті у 2002 році Гулд опублікував свою версію сучасної теорії еволюції, книгу «Структура теорії еволюції».

## Громадська діяльність
Гулд став знаний як автор науково-популярних есе в журналі «Natural History» і книг на тему еволюції. Багато його есе були пізніше скомпільовані разом і видані у книжному форматі («З часів Дарвіна», «Великий палець панди»).
Гулд був апологетом теорії еволюції, що відбито у його численних публікаціях, в яких він послідовно передавав широкій аудиторії своє розуміння сучасної еволюційної біології. Багато писав про розвиток еволюційної ідеї в науці. Бувши любителем бейсболу, часто проводив аналогії саме з цим видом спорту.
Хоча Гулд безперечно належить до прихильників неодарвінізму, його погляди на деякі аспекти теорії еволюції відрізнялись від класичних. Так, наприклад, на думку Гулда роль природного відбору в еволюції живих істот була сильно перебільшена, а значення альтернативних механізмів еволюції було несправедливо зменшене. Крім того, він піддавав різкій критиці багато аспектів соціобіології і еволюційної психології. Багато зусиль Гулд віддав боротьбі з креаціонізмом і подібними теоріями. Так, наприклад, він свідчив як експерт проти закону про рівноправне вивчення теорії еволюції і так званого наукового креаціонізму в школах. Гулд ввід термін «неперетинні магістерії», щоб пояснити, чому, на його думку, наука і релігія не можуть коментувати один одного.
З плином часу Гулд став доволі відомим широкій аудиторії науковцем і часто виступав в телеефірі. Одного разу він навіть озвучив свого мультиплікаційного персонажа у популярному серіалі «Сімпсони». Родина Сімпсонів не забула його і після смерті. В епізоді під назвою «Папа отримує нову бляху» на початку титрів з'являється текст «Присвячується пам'яті Стівена Гулда» у супроводі кадру з відповідного епізоду.
Крім того, Гулд часто виступав у телепередачах, присвячених еволюції, бейсболу та інших.

## Критика
Гулд отримав чимало компліментів за свою роботу з популяризації сучасних ідей біології, але разом з тим не уникнув й критики з боку тих, хто вважав, що його публікації, з різних причин, виходять за межі наукового консенсусу.
Одним з основних критиків Гулда був відомий англійський біолог-еволюціоніст Джон Мейнард Сміт. Мейнард Сміт вважав, що Гулд невірно оцінює ключову роль адаптації в біології. Крім того, він не погоджувався з думкою Гулда про те, що природний відбір на рівні видів грає істотну роль в еволюції. В рецензії на книгу Деніеля Деннета «Небезпечна ідея Дарвіна» Мейнард Сміт писав, що Гулд «показує не-біологам, по великому рахунку, невірну картину теорії еволюції». Слід відзначити, що Мейнард Сміт давав також позитивні оцінки творчості Гулда. В рецензії на «Великий палець панди» він писав, що «Стівен Гулд на сьогодні є найкращим письменником науково-популярного жанру. Хоча він часто доводить мене до шаленства, я маю надію, що він напише ще одне есе, подібне цьому». Крім того, Мейнард Сміт був серед тих, хто вітав пожвавлення у сфері еволюційної палеонтології, якому Гулд чимало сприяв.
Однією з причин, що викликали настільки гостру критику, було те, що у своїх роботах Гулд відводив природному відбору менш важливу роль в еволюції, ніж вважалось раніше. В результаті багато неспеціалістів зрозуміли з його ранніх публікацій, що теорія Дарвіна була спростована, чого Гулд зовсім не мав на увазі. Вирвані з контексту цитати з його робіт використовувались як «доказ» того, що самі науковці більше не розуміють, як саме еволюціонують організми. Останнє було вигідно креаціоністам, які використовували це як аргумент у їх боротьбі з теорією еволюції. У пізніших публікаціях Гулд доклав максимум зусиль, щоб виправити враження, що склалось, і виключити можливість хибного розуміння його ідей.
Соціобіологія людини та її похідна — еволюційна психологія — стояли у центрі полеміки, яку Гулд вів багато років з Вілсоном на іншими біологами. У своєму негативному ставленні до цих дисциплін Гулд знайшов підтримку Левонтіна, тоді як Докінз, Деннет і Стівен Пінкер підтримували Вільсона. Гулд і Докінз розійшлись також у поглядах з приводу важливості відбору на рівні генів. Докінз вважав, що еволюцію простіше за все розуміти в термінах конкуренції між генами, натомість Гулд вважав, що для розуміння процесів еволюції слід постулювати багаторівневий відбір, у тому числі відбір на рівні генів, клітинних ліній, організмів, популяцій, видів і клад. Критичні висловлювання на ці теми можна знайти у дев'ятій главі книги Докінза «Сліпий годинникар» і, у більш різкій формі у десятій главі книги Деннета «Небезпечна ідея Дарвіна». Слід відзначити, що Докінз не раз з похвалою відносився до тих публікацій Гулда, в яких не порушувались спірні теми. Пінкер звинувачував Гулда, Левонтіна та інших критиків еволюційної психології в радикальному підході до науки, при якому «політика, а не наука, визначає позицію науковця в питаннях людської природи». Гулд писав у відповідь, що соціобіологи так само підвладні впливу, нехай і підсвідомому, з боку своїх власних забобонів й інтересів.
Інтерпретацію Гулдом результатів досліджень скам'янілостей Кембрійського періоду, знайдених у сланцях Беджес, відображену у його книзі «Дивовижне життя», розкритикував Саймон Морріс у книзі «Тигель Творіння». Гулд підкреслював морфологічну різноманітність цієї фауни і роль випадковостей у виживанні та розквіті тих чи інших її представників. Морріс, у свою чергу, підкреслював філогенетичні зв'язки між кембрійськими формами цієї фауни і сучасними таксонами і наполягав на важливості конвергентної еволюції як механізму стандартизації морфологічних характеристик у подібних природних умовах. Палеонтолог Річард Фортесс відзначив, що до виходу книги «Дивовижне життя» Морріс поділяв багато із поглядів Гулда. Пізніше Морріс переробив свою інтерпретацію результатів цих досліджень, що привело його до більш прогресивного погляду на історію життя. Палеонтологи Дерек Бріггс і Річард Фортесс також піддавали критиці інтерпретацію Гулда, і відзначали, що кладистичний аналіз дозволив згрупувати велику кількість представників кембрійської фауни у групи, що поклали початок сучасним таксонам, і що ця тема залишається предметом інтенсивних досліджень в палеонтології.

## Філософські твори

### Неперетинні магістерії (Non-Overlapping Magisteria, NOMA)
У книзі «Каміння віків» Гулд висунув ідею, яку він описав як «просте і цілком звичайне вирішення … передбачуваного конфлікту між наукою і релігією». Він визначив термін «магістерія» як «сферу життя, в якій певний спосіб пізнання має адекватні інструменти для осмислення дискусії і прийняття рішень». У світлі цього визначення принцип NOMA виглядає так: «магістерія науки знаходиться у світі емпірики: що є Всесвіті (факти) і чому вона працює так, а не інакше (теорія). Магістерія релігії знаходиться у світі духовних цінностей і пошуків сенсу. Ці дві магістерії не перетинаються між собою і залишають мало місця додатковим магістеріям (наприклад, магістерія мистецтва і визначення краси)».
На його думку, наука і релігія не протистоять, а переплітаються складним орнаментом на всіх фрактальних рівнях самоподібності. У наведених в книзі прикладах він демонструє, що «принцип NOMA заслужив широку і повністю відкриту підтримку з боку, здавалося, найбільш традиціоналістських кіл», і що він «є розумною позицією спільного консенсусу, виробленого з багатьма зусиллями людьми доброї волі з обох магістерій».
Схожу позицію обіймає Національна академія наук США. У своїй публікації «Наука і креаціонізм» вона стверджує, що «науковці, як і багато інших людей, відчувають гармонію і складну організацію природи. Деякі науковці є глибоко релігійними людьми. Хай там що, наука і релігія займають дві різні ніші людського сприйняття. Вимога їх об'єднати позбавляє ореола і науку і релігію». Підписано президентом академії Брюсом Альбертсом.
Річард Докінз у книзі «Бог як ілюзія» полемізує з Гулдом і вважає, що принцип NOMA не може бути достатньою причиною для захисту релігії від спроб наукового аналізу. На його думку, «гіпотеза Бога», тобто «існування надлюдського, надприродного інтелекту, який свідомо спроєктував і створив Всесвіт і все, що в ньому є, включно з нами», є науковою гіпотезою, яку варто перевіряти науковими методами.

### Хибне вимірювання людини
У книзі «Хибне вимірювання людини» (1981) Гулд описує історію вимірювання інтелекту людини, починаючи з краніометрії, розробленої у XIX столітті, і висловлює скептицизм з приводу сучасних методів вимірювання коефіцієнта інтелекту (IQ) і супутніх психометричних екзаменів. Його основна теза полягає в тому, що всі ці методи засновані на необґрунтованому і недоведеному припущенні біологічного детермінізму. «Хибне вимірювання людини» викликала значний резонанс і отримала як широку підтримку, так і гостру критику з боку деяких психологів (Ганс Айзенк та ін.), частина з яких навіть звинувачувала його у підтасуванні фактів.

## Особисті якості
Гулд завжди був толерантний до чужої думки. Його кредо виражене у словах з його книги «Структура теорії еволюції»:
|  | Я завжди надавав перевагу таким вказівникам до дії людини, які базуються на сумбурних гіпотетичних імперативах по типу «золотого правила», базованих на домовленостях, компромісах і взаємній повазі, перед кантівським категоричним імперативом абсолюної правоти, в ім'я якого ми часто вбиваємо і калічимо, доки не вирішимо, що ми слідували невірним конкретним шляхом при реалізації правильного узагальнення Оригінальний текст (англ.) I have always preferred, as guides to human action, messy hypothetical imperatives like the Golden Rule, based on negotiation, compromise and general respect, to the Kantian categorical imperatives of absolute righteousness, in whose name we so often murder and maim until we decide that we had followed the wrong instantiation of the right generality. |

## Основні праці
- Онтогенез і філогенез (Ontogeny and Phylogeny, 1977)
- З часів Дарвіна (Ever Since Darwin, 1977)
- Великий палець панди (The Panda's Thumb, 1980)
- Хибне вимірювання людини (The Mismeasure of Man, 1981)
- Курячі зуби і кінські пальці (Hen's Teeth and Horse's Toes, 1983)
- Посмішка фламінго (The Flamingo's Smile, 1985)
- Коловорот часу, стріла часу (Time's Arrow, Time's Cycle, 1987)
- Морський їжак у бурю (An Urchin in the Storm, 1987)
- Дивовижне життя (Wonderful Life, 1989)
- Молодець, бронтозавр! (Bully for Brontosaurus, 1991)
- Вісім маленьких поросят (Eight Little Piggies, 1993)
- Динозавр у стогу сіна (Dinosaur in a Haystack, 1995)
- Повний дім (Full House, 1998)
- Гора молюсків Леонардо і дієта черв'яків (Leonardo's Mountain of Clams and the Diet of Worms, 1998)
- Маючи сумніви у тисячолітті (Questioning the Millennium, 1999)
- Каміння віків (Rocks of Ages, 1999)
- Оманливе каміння Марракеша (The Lying Stones of Marrakech, 2000)
- Структура теорії еволюції (The Structure of Evolutionary Theory, 2002)
- Я приземлився (I Have Landed, 2002)
- Їжак, лис і віспа магістра (The Hedgehog, the Fox, and the Magister's Pox, 2003), видана посмертно.